# Герб Окленда
Герб Окленда — официальный символ Окленда, крупнейшего города Новой Зеландии. Создан Геральдической палатой Великобритании и утверждён 23 октября 1911 года.

## Описание
Щит треугольный. В первой части в лазоревом поле рог изобилия. Во второй части в червлёном поле лопата и кирка, положенные в андреевский крест. В третьей части на серебряном поле над морскими волнами двухмачтовый корабль при полных парусах и флагах, плывущий влево. Щит украшен городской короной с цветками новозеландского льна. Щитодержатели — киви по обеим сторонам. Девиз: «Advance».

## Символика
Рог изобилия символизирует богатство и плодородие Оклендского региона. Кирка и лопата означают ведущуюся в регионе добычу ископаемых. Корабль показывает связь с морем и значение города как крупного порта Новой Зеландии. Корона отражает статус города как корпорации и его военное значение. Цветущий лён — новозеландское растение, встречающееся повсеместно в окрестностях Окленда. Киви, поддерживающие щит, — национальный символ страны.